# Jean-Louis Dumas
Pour les articles homonymes, voir Dumas.
Jean-Louis Dumas, né le 2 février 1938 à Paris et mort le 1er mai 2010 dans la même ville, est un homme d'affaires français. Descendant de son fondateur Thierry Hermès, il dirige Hermès International de 1978 à 2006. Il marque de son empreinte le monde de la mode et du luxe.
Il commence sa carrière chez Hermès en 1964, devenant directeur général en 1971 sous la supervision de son père, Robert Dumas, puis président en 1978. Il introduit des innovations majeures, élargit la gamme de produits et développe la présence internationale d'Hermès. Sous sa direction, Hermès se diversifie dans des domaines comme le prêt-à-porter, la soie ou l'horlogerie et acquiert des marques prestigieuses comme John Lobb ou Puiforcat. La création du sac Birkin, suite à une rencontre fortuite avec Jane Birkin, symbolise l'esprit d'innovation et le succès de la marque sous sa direction. Pour des raisons de santé, il se retire des affaires en 2006.

## Biographie

### Famille et études
Né à Paris en février 1938, Jean-Louis Dumas est le quatrième enfant, sur six, de Robert Dumas et de Jacqueline Hermès et le petit-fils de Émile-Maurice Hermès. Il est également le frère d'Olivier Dumas et l'oncle d'Axel Dumas, gérant d'Hermès depuis 2013. Il obtient une licence en droit et sciences économiques à Paris en 1959 et un diplôme de sciences politiques à Sciences Po, section Ecofi, en 1960. Il fait en partie son service militaire en Algérie, pendant la guerre pour l'indépendance de ce pays et juste avant les accords d'Évian.
Il rencontre Rena Grégoriades en 1959, alors qu'elle est étudiante à l'École nationale supérieure des arts appliqués et des métiers d'art à Paris. Ils se marient en 1962. Née à Athènes en 1937, elle est architecte d’intérieur et créatrice de mobilier. Rena Dumas ouvre à Paris, en 1972, sa propre agence, Rena Dumas Architecture Intérieure. Elle aura été chargée de la conception de plus de 300 boutiques Hermès, y compris la boutique historique du 24 rue du Faubourg-Saint-Honoré à Paris. Ils ont deux enfants : Sandrine, née en 1963 et comédienne et réalisatrice ; et Pierre-Alexis, né en 1966 et actuel directeur artistique d'Hermès.

### Carrière chez Hermès
Après une année passée à New York comme assistant acheteur chez Bloomingdale's, Jean-Louis Dumas arrive chez Hermès en 1964, à l'âge de 26 ans. Sous la supervision de son père, Robert, qui dirige alors l'entreprise, il est nommé directeur général en 1971, poste qu'il conservera pendant sept ans.
Jean-Louis Dumas devient président en 1978. Il élargit l'éventail des activités d'Hermès en développant les secteurs de la soie, du cuir et du prêt-à-porter, tout en intégrant de nouveaux métiers aux méthodes traditionnelles. Il établit également la filiale horlogère La Montre Hermès SA à Bienne, en Suisse et développe la présence de la marque à l'étranger, en particulier en Europe, en Asie et aux États-Unis. Sous sa direction, Hermès se diversifie dans les domaines de l'émail et de la porcelaine, fait l'acquisition du bottier britannique John Lobb, de la Compagnie des Cristalleries de Saint-Louis ou de l'orfèvre Puiforcat.
Également directeur artistique d'Hermès, Jean-Louis Dumas fait le pari de nommer à des postes-clés des personnalités parfois clivantes, comme c'est le cas en 1997 lorsqu'il confie à Martin Margiela la direction du prêt-à-porter féminin. Après le départ de ce dernier en 2003, Jean-Louis Dumas nommera Jean-Paul Gaultier comme son successeur, une figure controversée de la mode. La créativité de Gaultier, jouant avec les cuirs et les soies emblématiques de la marque, séduit le public et entraîne une augmentation significative des ventes de ce métier. Il confie aussi à Leïla Menchari en 1978 la décoration des vitrines du magasin du Faubourg Saint Honoré et la direction du comité de couleur de la soie.
Suite à une rencontre fortuite entre Jean-Louis Dumas et Jane Birkin, le sac Birkin, devenu l'un des emblèmes d'Hermès avec le sac Kelly et le carré de soie, est créé en 1984. L'actrice, assise à côté du PDG dans l'avion, exprime le besoin d'un sac pratique pour une jeune mère pouvant contenir des scénarios et des couches-culottes. Jane Birkin propose l'idée d'un sac plus grand que le modèle du sac Kelly existant. En retour, Jean-Louis Dumas accepta de fabriquer ce sac, promettant de lui donner le nom « Birkin » si elle en approuvait le design, ce qu'elle fit.
En 1993, Jean-Louis Dumas mène avec succès l'introduction en bourse d'Hermès, dont la famille détient encore aujourd'hui 66,7 % du capital.

### Retraite et postérité
Jean-Louis Dumas dirige et transforme Hermès jusqu'en 2006, date à laquelle il se retire du groupe pour des raisons de santé. Il laisse les rênes de la maison à Patrick Thomas, premier dirigeant de l'entreprise à ne pas être un descendant de Thierry Hermès. Il aura assuré l'indépendance et la réussite financières de l'entreprise comme la cohésion familiale. De nombreux descendants de Thierry Hermès occupent encore aujourd'hui des postes de direction au sein du groupe, comme Axel Dumas, neveu de Jean-Louis et gérant, ou Pierre-Alexis, son fils qui a repris le poste de directeur artistique en 2005.
Jean-Louis Dumas meurt à Paris le 1er mai 2010, à l'âge de 72 ans. Photographe passionné, ayant toujours un appareil photo Leica à portée de main, il aura pris des photographies toute sa vie. En 2008, sa fille Sandrine en fait une exposition à la Maison européenne de la photographie, à Paris, intitulée Jean-Louis Dumas : Photographe.

## Distinctions
- Commandeur de la Légion d'honneur
- Officier de l'ordre des Arts et des Lettres